# Sergio Vila-Sanjuán
Sergio Vila-Sanjuán (Barcellona, 1957) è uno scrittore e giornalista spagnolo.

## Biografia
Nato a Barcellona nel 1957, si è laureato in storia all'Università di Barcellona e ha ottenuto una borsa Fulbright all'Università di Boston.
Nel 1977 ha iniziato ad occuparsi di arte e letteratura per El Correo Catalán e dal 1987 è curatore dell'inserto culturale del quotidiano La Vanguardia.
Membro della Real Academia de Buenas Letras de Barcelona, si è dedicato a temi letterari concentrandosi su autori catalani che scrivono in spagnolo e sulle dinamiche del successo di vendita dei libri.
Autore anche di tre opere di narrativa, nel 2013 il suo romanzo Era nell'aria sulla Barcellona degli anni '60 è stato insignito del Premio Nadal.

## Opere principali

### Romanzi
- Una heredera de Barcelona (2010)
- Era nell'aria (Estaba en el aire, 2013), Milano, Salani, 2014 traduzione di Elena Rolla ISBN 978-88-6715-780-8.
- El informe Casabona (2017)

### Saggi
- Pasando página. Autores y editores en la España democrática (2003)
- Crónicas culturales (2004)
- Guia de la Fira de Frankfurt per a catalans no del tot informats (2007)
- Código best seller (2011)

## Premi e riconoscimenti
- Premio Nadal: 2013 con Era nell'aria